# Ahmetpaşa, Bartın
Ahmetpaşa là một xã thuộc thành phố Bartın, tỉnh Bartın, Thổ Nhĩ Kỳ. Dân số thời điểm năm 2011 là 371 người.